# 1922年10月6日月食
1922年10月6日月食为一次在协调世界时1922年10月6日出現的半影月食。該次月食半影食分為0.662、全影食分為-0.447。

## 概述
這次月食的食分是0.76。

## 基本參數
- 類型：半影月食
- 食甚資料：
  - 日期：1922年10月6日
  - 時間：0:43
  - 月球位置：赤經0.76度、赤緯3.7度
  - 食分：半影食分：0.662、全影食分：-0.447

## 外部連結
- NASA月食專頁（页面存档备份，存于）（英文）